# Junior Messias
Junior Messias, né le 13 mai 1991 à Ipatinga (Brésil), est un footballeur brésilien évoluant au poste d'ailier droit au Genoa CFC.

## Biographie
Lors de la saison 2020-2021, il marque neuf buts en Serie A avec le FC Crotone. Il inscrit à cette occasion deux doublés, lors de la réception du Spezia Calcio puis du Parme Calcio.
Durant l'été 2021, il est preté à AC Milan pour une saison. pour sa première saison il inscrit 6 goals dont un doublé face au Genoa FC et un but face à Atlético de Madrid en Ligue des champions et 2 passes décisives.
À l'été 2022, l'AC Milan annonce son transfert définitif au club pour la somme de 4,5 millions d'euros. Il est lié au club jusqu'en 2025.

## Profil de joueur
Selon Ezio Rossi (it), l'entraîneur qui l'a lancé au FC Casale ASD : « En dehors de la pointe centrale, il peut jouer à n'importe quel poste à partir du milieu de terrain, il peut jouer l'ailier gauche, le milieu de terrain offensif, le second attaquant, il a une facilité de course et une intelligence tactique et s'adapte à n'importe quel rôle.  Il a des qualités non seulement techniques mais surtout physiques, c'est sa force. ».
Pour Giovanni Stroppa qui l'a entraîné au FC Crotone : « Il n’a pas de défauts. Physiquement : parfait. Il arrive le premier à l’entraînement. Il est soigné. Il a de la culture. Il a une capacité à être sur le terrain comme peu d'autres [...] Il est généreux, il chasse, il a de la résistance. Et il voit l'ouverture. Pour moi il n’a pas de limites. Sa valeur est indéfinissable. ».
Serse Cosmi, qui l'a également coaché au FC Crotone, s'est exprimé ainsi à son sujet : « Il en vaut la peine parce qu’il est un joueur extraordinairement fort, d’abord sur le plan technique, mais aussi au niveau humain. Il est évident que son passé joue beaucoup dans son désir de faire, mais vous ne pouvez pas jouer chez les amateurs jusqu’à 26 ans, puis arriver en Serie A et prouver ce qu’il a prouvé si vous n’avez pas quelque chose à l’intérieur. Il est l’un de ces gars qui arrive bien avant le début de l’entraînement, range les ballons à la fin du match indépendamment des consignes de l’entraîneur, prend énormément soin de l’aspect physique. Sa vraie force ? Ce pied gauche incroyable et la capacité de conduite balle au pied [...]  Je l’ai presque toujours utilisé comme ailier, parfois comme un second attaquant, c’est un joueur qui s’exprime très bien en phase offensive mais qui a aussi la qualité de courir après l’adversaire. Il est généreux et intègre physiquement, être arrivé tardivement dans le football professionnel l’a conduit à ne pas s’user. ».

## Statistiques
| Saison                | Club                  | Championnat           | Championnat | Championnat | Coupe(s) nationale(s) | Coupe(s) nationale(s) | Supercoupe | Supercoupe | Compétition(s) continentale(s) | Compétition(s) continentale(s) | Compétition(s) continentale(s) | Barrages | Barrages | Total | Total |
| Saison                | Club                  | Division              | M.          | B.          | M.                    | B.                    | M.         | B.         | Comp.                          | M.                             | B.                             | M.       | B.       | M.    | B.    |
| 2015-2016             | FC Casale ASD         | Eccellenza (it)       | 32          | 21          | -                     | -                     | -          | -          | -                              | -                              | -                              | -        | -        | 32    | 21    |
| Sous-total            | Sous-total            | Sous-total            | 32          | 21          | -                     | -                     | -          | -          | -                              | -                              | -                              | -        | -        | 32    | 21    |
| 2016-2017             | ASD Chieri            | Serie D (en)          | 33          | 14          | 1                     | 1                     | -          | -          | -                              | -                              | -                              | -        | -        | 34    | 15    |
| Sous-total            | Sous-total            | Sous-total            | 33          | 14          | 1                     | 1                     | -          | -          | -                              | -                              | -                              | -        | -        | 34    | 15    |
| 2017-2018             | AC Gozzano            | Serie D (en)          | 32          | 4           | 1                     | 0                     | -          | -          | -                              | -                              | -                              | 3        | 1        | 36    | 5     |
| 2018-2019             | AC Gozzano            | Serie C               | 19          | 4           | 3                     | 1                     | -          | -          | -                              | -                              | -                              | -        | -        | 22    | 5     |
| Sous-total            | Sous-total            | Sous-total            | 51          | 8           | 4                     | 1                     | -          | -          | -                              | -                              | -                              | 3        | 1        | 58    | 10    |
| 2019-2020             | FC Crotone            | Serie B               | 34          | 6           | 2                     | 0                     | -          | -          | -                              | -                              | -                              | -        | -        | 36    | 6     |
| 2020-2021             | FC Crotone            | Serie A               | 36          | 9           | 1                     | 0                     | -          | -          | -                              | -                              | -                              | -        | -        | 37    | 9     |
| Sous-total            | Sous-total            | Sous-total            | 70          | 15          | 3                     | 0                     | -          | -          | -                              | -                              | -                              | -        | -        | 73    | 15    |
| 2021-2022             | AC Milan (prêt)       | Serie A               | 26          | 5           | 4                     | 0                     | -          | -          | C1                             | 2                              | 1                              | -        | -        | 32    | 6     |
| 2022-2023             | AC Milan              | Serie A               | 25          | 5           | 1                     | 0                     | 1          | 0          | C1                             | 9                              | 1                              | -        | -        | 36    | 6     |
| Sous-total            | Sous-total            | Sous-total            | 51          | 10          | 5                     | 0                     | 1          | 0          | -                              | 11                             | 2                              | -        | -        | 68    | 12    |
| 2023-2024             | Genoa CFC (prêt)      | Serie A               | 9           | 1           | -                     | -                     | -          | -          | -                              | -                              | -                              | -        | -        | 9     | 1     |
| Sous-total            | Sous-total            | Sous-total            | 9           | 1           | -                     | -                     | -          | -          | -                              | -                              | -                              | -        | -        | 9     | 1     |
| Total sur la carrière | Total sur la carrière | Total sur la carrière | 246         | 69          | 14                    | 2                     | 1          | 0          | -                              | 11                             | 2                              | 3        | 1        | 275   | 74    |

## Palmarès

### En club
| FC Crotone - Championnat d'Italie D2 - Vice-champion en 2020 |  | AC Milan - Championnat d'Italie - Champion en 2022 |